# Zasada (fizyka)
Zasada – prawidłowość fizyczna stwierdzona doświadczalnie i, zgodnie z opinią uczonych oraz paradygmatem panującym w fizyce, powszechna i ogólna. 
Zasady mają charakter doświadczalny, jak np. zasada zachowania energii czy zasada wzrostu entropii i nie są wyprowadzane z żadnego rodzaju ścisłego opisu, choć mogą na gruncie szczegółowych dziedzin fizyki, jak termodynamika, mechanika klasyczna czy mechanika kwantowa, być uzasadniane ścisłym rachunkiem. Tym właśnie zasada fizyczna różni się od prawa fizyki, które daje się wyprowadzić z modelu zjawiska w sposób ścisły. Prawo dotyczy jednak zwykle ściśle określonej grupy zjawisk fizycznych np. prawo Wiena, prawo Lenza, prawo Ohma.